# كلايتون دوس سانتوس
كلايتون دوس سانتوس (7 سبتمبر 1984 في البرازيل - ) هو لاعب كرة قدم برازيلي في مركز الدفاع. لعب مع إيه سي ميلان وكييفو فيرونا ونادي باري ونادي بولونيا ونادي فاريسي ونادي كروتوني ونادي ليكو ونادي براتو.

## روابط خارجية
- كلايتون دوس سانتوس على موقع قاعدة بيانات كرة القدم.إي يو (الإنجليزية)
- كلايتون دوس سانتوس على موقع Soccerway.com (الإنجليزية)
- كلايتون دوس سانتوس على موقع عالم كرة القدم.نت (الإنجليزية)